# Bruno Wegener
Bruno Wegener (* 28. Oktober 1882 in Berlin; † 4. September 1950 ebenda) war ein deutscher Radrennfahrer.

## Sportliche Laufbahn
Wegener begann 1902 als Amateur mit dem Radsport. Bereits 1903 trat er zu den Berufsfahrern über. Er war Bahnradsportler und startete insbesondere im Sprint und dem Tandemrennen. Während seiner Karriere hatte er immer stärkere deutsche Fahrer vor sich, wie Walter Rütt, Willy Arend, Henry Mayer oder Otto Meyer. So rangierte er auf der Liste der finanziell erfolgreichsten Flieger 1912 auf dem vierten und 1913 auf dem sechsten Rang. Seine Siege holte er überwiegend in Handicaprennen, Punktefahren und im Tandemrennen.
1905 wurde er Zweiter im Großen Preis von Kopenhagen hinter Thorwald Ellegaard. 1908 wurde er beim Sieg von Richard Scheuermann Dritter der nationalen Meisterschaft im Sprint. Mit Scheuermann bestritt er auch erfolgreich Tandemrennen, ebenso mit Fritz Theile, für den er kurzzeitig auch Schrittmacher in Steherrennen war. Zweimal bestritt er das Sechstagerennen von Berlin.

## Berufliches
Wegener war gelernter Kaufmann und auch in diesem Beruf tätig.